# Harpophyllum
Harpophyllum là một chi rêu trong họ Hookeriaceae.